# غانثر كريس
غانثر كريس (بالإنجليزية: Gunther Kress)‏ هو لغوي أسترالي، ولد في 26 نوفمبر 1940، وتوفي في 20 يونيو 2019 بسبب قصور القلب.